# Arheološki muzej
Arheološki muzej je specijalizirani muzej koji se bavi arheološkim pronalascima, njihovom izlaganju i proučavanju. Njihovi zaposlenici provode arheološka iskopavanja i provode istraživanje. Često mogu biti i muzej na otvorenom, kao što su npr. Atenska Akropola, Teotihuacan ili Pompeji.
Korijeni arheoloških muzeja se mogu naći u privatnim zbirkama bogatih plemića i bogatih trgovaca u Europi između petnaestog i sedamnaestog stoljeća, koji su voljeli predstavljati zanimljive i rijetke umjetničke predmeta i antikvitete svojim važnim gostima. Tek od 17. stoljeća u Europi javljaju se zakoni koji pokušavaju očuvati pojedine povijesne spomenike i nalažu stroge kontrole za očuvanje i trgovinu antikviteta i umjetnina. Johann Joachim Winckelmann je svojim djelovanjem od kraja 18. stoljeća stvorio svijest o vrijednosti i periodizaciji izložaka antičkih artefakta. Tako je 7. travnja 1820. godine papa Pio VII. donio tzv. „edikt kardinala Pacca” koji je općenito priznat kao prva sveobuhvatna zakonodavna mjera zaštite umjetničke i povijesne baštine, a koja je inspirirala slične mjere u kraljevstvu Napulja, u Toskani, Lombardiji i Venetu.

## Poveznice
- Antikvarij
- Lapidarij
- Povijesni muzej